# Hovdala
Hovdala este o arie protejată (sit de importanță comunitară — SCI) din Suedia întinsă pe o suprafață de 255,06 ha, integral pe uscat.

## Localizare
Centrul sitului Hovdala este situat la coordonatele 56°06′14″N 13°42′29″E / 56.103966°N 13.707925°E.

## Înființare
Situl Hovdala a fost declarat sit de importanță comunitară în decembrie 2020 pentru a proteja 4 specii de animale.

## Biodiversitate
Situată în ecoregiunea continentală, aria protejată conține 7 habitate naturale: Cursuri de apă de la nivel de câmpie la nivel montan, cu vegetație Ranunculion fluitantis și Callitricho-Batrachion, Păduri caducifoliate bătrâne naturale hemiboreale fino-scandinave (Quercus, Tilia, Acer, Fraxinus sau Ulmus) bogate în specii epifite, Păduri aluvionare cu Alnus glutinosa și Fraxinus excelsior (Alno-Padion, Alnion incanae, Salicion albae), Pășuni din zone de pădure fino-scandinave, Păduri de fag Luzulo-Fagetum, Păduri de fag Asperulo-Fagetum, Păduri de stejar sau de stejar și carpen sub-atlantice și medio-europene de Carpinion betuli.
La baza desemnării sitului se află mai multe specii protejate:
- amfibieni (1): triton cu creastă (Triturus cristatus)
- mamifere (1): liliac cârn (Barbastella barbastellus)
- nevertebrate (2): libelule (Leucorrhinia pectoralis), Margaritifera margaritifera